# قهرمانی هندبال مردان جهان ۲۰۱۷
مسابقات قهرمانی هندبال مردان جهان ۲۰۱۷ بیست و پنجمین دورهٔ مسابقات قهرمانی هندبال مردان جهان است که از ۱۱ تا ۲۹ ژانویهٔ ۲۰۱۷ به میزبانی فرانسه برگزار شد. در بازی پایانی، فرانسه با شکست نروژ با نتیجه ۳۳–۲۶ برای ششمین بار به مقام قهرمانی دست یافت. نروژ برای نخستین بار یکی از سکوهای سه‌گانه را فتح کرد. در بازی رده‌بندی نیز اسلوونی با پیروزی ۳۱–۳۰ برابر کرواسی، مدال برنز را به دست آورد و نخستین مدال خود در مسابقات جهانی را کسب کرد.

## ورزشگاه‌ها
مسابقات در هشت ورزشگاه در شهرهای پاریس، روان، نانت، متز، آلبرت‌ویل، مون‌پلیه، لیل و برست برگزار شد.
| لیل                         | پاریس                                                      | نانت                                                       |                                                            |
| --------------------------- | ---------------------------------------------------------- | ---------------------------------------------------------- | ---------------------------------------------------------- |
| ورزشگاه پیر مائوروی         | AccorHotels Arena                                          | Exponantes – Hall XXL                                      |                                                            |
| ظرفیت: ۲۷٬۵۰۰               | ظرفیت: ۱۵٬۷۰۰                                              | ظرفیت: ۱۰٬۸۰۰                                              |                                                            |
|                             |                                                            |                                                            |                                                            |
| مون‌پلیه                     | لیل (فرانسه)پاریسمون‌پلیهروان (فرانسه)آلبرت‌ویلنانتمتزبرست · | لیل (فرانسه)پاریسمون‌پلیهروان (فرانسه)آلبرت‌ویلنانتمتزبرست · | لیل (فرانسه)پاریسمون‌پلیهروان (فرانسه)آلبرت‌ویلنانتمتزبرست · |
| Park&Suites Arena           | لیل (فرانسه)پاریسمون‌پلیهروان (فرانسه)آلبرت‌ویلنانتمتزبرست · | لیل (فرانسه)پاریسمون‌پلیهروان (فرانسه)آلبرت‌ویلنانتمتزبرست · | لیل (فرانسه)پاریسمون‌پلیهروان (فرانسه)آلبرت‌ویلنانتمتزبرست · |
| ظرفیت: ۹٬۸۵۳                | لیل (فرانسه)پاریسمون‌پلیهروان (فرانسه)آلبرت‌ویلنانتمتزبرست · | لیل (فرانسه)پاریسمون‌پلیهروان (فرانسه)آلبرت‌ویلنانتمتزبرست · | لیل (فرانسه)پاریسمون‌پلیهروان (فرانسه)آلبرت‌ویلنانتمتزبرست · |
|                             | لیل (فرانسه)پاریسمون‌پلیهروان (فرانسه)آلبرت‌ویلنانتمتزبرست · | لیل (فرانسه)پاریسمون‌پلیهروان (فرانسه)آلبرت‌ویلنانتمتزبرست · | لیل (فرانسه)پاریسمون‌پلیهروان (فرانسه)آلبرت‌ویلنانتمتزبرست · |
| آلبرت‌ویل                    | لیل (فرانسه)پاریسمون‌پلیهروان (فرانسه)آلبرت‌ویلنانتمتزبرست · | لیل (فرانسه)پاریسمون‌پلیهروان (فرانسه)آلبرت‌ویلنانتمتزبرست · | لیل (فرانسه)پاریسمون‌پلیهروان (فرانسه)آلبرت‌ویلنانتمتزبرست · |
| La halle de glace Olympique | لیل (فرانسه)پاریسمون‌پلیهروان (فرانسه)آلبرت‌ویلنانتمتزبرست · | لیل (فرانسه)پاریسمون‌پلیهروان (فرانسه)آلبرت‌ویلنانتمتزبرست · | لیل (فرانسه)پاریسمون‌پلیهروان (فرانسه)آلبرت‌ویلنانتمتزبرست · |
| ظرفیت: ۶٬۵۰۰                | لیل (فرانسه)پاریسمون‌پلیهروان (فرانسه)آلبرت‌ویلنانتمتزبرست · | لیل (فرانسه)پاریسمون‌پلیهروان (فرانسه)آلبرت‌ویلنانتمتزبرست · | لیل (فرانسه)پاریسمون‌پلیهروان (فرانسه)آلبرت‌ویلنانتمتزبرست · |
|                             | لیل (فرانسه)پاریسمون‌پلیهروان (فرانسه)آلبرت‌ویلنانتمتزبرست · | لیل (فرانسه)پاریسمون‌پلیهروان (فرانسه)آلبرت‌ویلنانتمتزبرست · | لیل (فرانسه)پاریسمون‌پلیهروان (فرانسه)آلبرت‌ویلنانتمتزبرست · |
| روان (فرانسه)               | متز                                                        | برست                                                       |                                                            |
| Kindarena                   | Arènes de Metz                                             | Brest Arena                                                |                                                            |
| ظرفیت: ۵٬۷۰۰                | ظرفیت: ۵٬۱۲۷                                               | ظرفیت: ۴٬۰۰۰                                               |                                                            |
|                             |                                                            |                                                            |                                                            |

## انتخاب میزبان
دانمارک و فرانسه برای میزبانی مسابقات نامزد شدند و در جلسهٔ شورای فدراسیون جهانی هندبال در سائو پائولو در ۱۵ دسامبر ۲۰۱۱، فرانسه به عنوان میزبان مسابقات انتخاب شد. فرانسه پیشتر دو بار میزبان مسابقات قهرمانی مردان جهان و یک بار میزبان مسابقات قهرمانی زنان جهان شده‌بود.

## راه‌یابی
۲۴ تیم باید در مرحلهٔ نهایی مسابقات شرکت می‌کردند. فرانسه به عنوان میزبان به صورت خودکار به مسابقات راه یافت. سهمیهٔ خودکار دوم به تیم قهرمان دورهٔ پیش اعطا می‌شد که با توجه به قهرمانی فرانسه، این سهمیه به نایب قهرمانی دورهٔ گذشته یعنی قطر داده شد. ۲۱ تیم دیگر در مسابقات انتخابی تعیین شدند. ابتدا قرار بود تیم بیست و چهارم در یک مسابقهٔ انتخابی میان تیم‌هایی از قاره‌های مختلف تعیین شود، ولی بعداً سهمیه به تیم نروژ داده شد.
| مسابقه                               | تاریخ                        | سهمیه | تیم راه‌یافته                                                                           |
| ------------------------------------ | ---------------------------- | ----- | -------------------------------------------------------------------------------------- |
| میزبان                               | ۱۵ دسامبر ۲۰۱۱               | ۱     | فرانسه                                                                                 |
| مسابقات قهرمانی جهان ۲۰۱۵            | ۱۵ ژانویه – ۱ فوریهٔ ۲۰۱۵     | ۱     | قطر                                                                                    |
| قهرمانی هندبال مردان آسیا ۲۰۱۶       | ۱۵–۲۸ ژانویه ۲۰۱۶            | ۳     | بحرین · ژاپن · عربستان سعودی                                                           |
| قهرمانی هندبال مردان آفریقا ۲۰۱۶     | ۲۱–۳۰ ژانویه ۲۰۱۶            | ۳     | آنگولا · مصر · تونس                                                                    |
| قهرمانی هندبال مردان اروپا ۲۰۱۶      | ۱۵–۳۱ ژانویه ۲۰۱۶            | ۳     | کرواسی · آلمان · اسپانیا                                                               |
| مسابقات انتخابی اروپا                | ۴ نوامبر ۲۰۱۵ – ۱۶ ژوئن ۲۰۱۶ | ۹     | بلاروس · دانمارک · مجارستان · ایسلند · مقدونیه شمالی · لهستان · روسیه · اسلوونی · سوئد |
| قهرمانی هندبال مردان پان امریکن ۲۰۱۶ | ۱۱–۱۹ ژوئن ۲۰۱۶              | ۳     | آرژانتین · برزیل · شیلی                                                                |
| سهمیه اعطایی                         |                              | ۱     | نروژ                                                                                   |

### تیم‌های راه‌یافته
| کشور          | راه‌یافته به عنوان                   | راه‌یافته در    | حضورهای پیشین۱، ۲ |
| ------------- | ----------------------------------- | -------------- | --- |
| فرانسه        | میزبان                              | ۱۵ دسامبر ۲۰۱۱ | ۲۰ (۱۹۵۴، ۱۹۵۸ ،۱۹۶۱، ۱۹۶۴، ۱۹۶۷، ۱۹۷۰، ۱۹۷۸، ۱۹۹۰، ۱۹۹۳، ۱۹۹۵، ۱۹۹۷، ۱۹۹۹، ۲۰۰۱، ۲۰۰۳، ۲۰۰۵، ۲۰۰۷، ۲۰۰۹، ۲۰۱۱، ۲۰۱۳، ۲۰۱۵)             |
| قطر           | نایب قهرمان جهان                    | ۳۰ ژانویه ۲۰۱۵ | ۵ (۲۰۰۳، ۲۰۰۵، ۲۰۰۷، ۲۰۱۳، ۲۰۱۵) |
| بحرین         | جزء چهار تیم برتر قهرمانی آسیا ۲۰۱۶ | ۲۴ ژانویه ۲۰۱۶ | ۱ (۲۰۱۱) |
| ژاپن          | جزء چهار تیم برتر قهرمانی آسیا ۲۰۱۶ | ۲۴ ژانویه ۲۰۱۶ | ۱۲ (۱۹۶۱، ۱۹۶۴، ۱۹۶۷، ۱۹۷۰، ۱۹۷۴، ۱۹۷۸، ۱۹۸۲، ۱۹۹۰، ۱۹۹۵، ۱۹۹۷، ۲۰۰۵، ۲۰۱۱)                                                             |
| عربستان سعودی | جزء چهار تیم برتر قهرمانی آسیا ۲۰۱۶ | ۲۴ ژانویه ۲۰۱۶ | ۷ (۱۹۹۷، ۱۹۹۹، ۲۰۰۱، ۲۰۰۳، ۲۰۰۹، ۲۰۱۳، ۲۰۱۵)                                                                                            |
| مصر           | فینالیست قهرمانی آفریقا ۲۰۱۶        | ۲۹ ژانویه ۲۰۱۶ | ۱۳ (۱۹۶۴، ۱۹۹۳، ۱۹۹۵، ۱۹۹۷، ۱۹۹۹، ۲۰۰۱، ۲۰۰۳، ۲۰۰۵، ۲۰۰۷، ۲۰۰۹، ۲۰۱۱، ۲۰۱۳، ۲۰۱۵)                                                       |
| آلمان         | فینالیست قهرمانی اروپا ۲۰۱۶         | ۲۹ ژانویه ۲۰۱۶ | ۲۲ (۱۹۳۸، ۱۹۵۴، ۱۹۵۸، ۱۹۶۱، ۱۹۶۴، ۱۹۶۷، ۱۹۷۰، ۱۹۷۴، ۱۹۷۸، ۱۹۸۲، ۱۹۸۶، ۱۹۹۳، ۱۹۹۵، ۱۹۹۹، ۲۰۰۱، ۲۰۰۳، ۲۰۰۵، ۲۰۰۷، ۲۰۰۹، ۲۰۱۱، ۲۰۱۳، ۲۰۱۵) |
| اسپانیا       | فینالیست قهرمانی اروپا ۲۰۱۶         | ۲۹ ژانویه ۲۰۱۶ | ۱۸ (۱۹۵۸، ۱۹۷۴، ۱۹۷۸، ۱۹۸۲، ۱۹۸۶، ۱۹۹۰، ۱۹۹۳، ۱۹۹۵، ۱۹۹۷، ۱۹۹۹، ۲۰۰۱، ۲۰۰۳، ۲۰۰۵، ۲۰۰۷، ۲۰۰۹، ۲۰۱۱، ۲۰۱۳، ۲۰۱۵)                         |
| تونس          | فینالیست قهرمانی آفریقا ۲۰۱۶        | ۲۹ ژانویه ۲۰۱۶ | ۱۲ (۱۹۶۷، ۱۹۹۵، ۱۹۹۷، ۱۹۹۹، ۲۰۰۱، ۲۰۰۳، ۲۰۰۵، ۲۰۰۷، ۲۰۰۹، ۲۰۱۱، ۲۰۱۳، ۲۰۱۵)                                                             |
| آنگولا        | تیم سوم قهرمانی آفریقا ۲۰۱۶         | ۳۰ ژانویه ۲۰۱۶ | ۲ (۲۰۰۵، ۲۰۰۷) |
| کرواسی        | تیم سوم قهرمانی اروپا ۲۰۱۶          | ۳۱ ژانویه ۲۰۱۶ | ۱۱ (۱۹۹۵، ۱۹۹۷، ۱۹۹۹، ۲۰۰۱، ۲۰۰۳، ۲۰۰۵، ۲۰۰۷، ۲۰۰۹، ۲۰۱۱، ۲۰۱۳، ۲۰۱۵)                                                                   |
| بلاروس        | پلی‌آف اروپا                         | ۱۵ ژوئن ۲۰۱۶   | ۳ (۱۹۹۵، ۲۰۱۳، ۲۰۱۵) |
| دانمارک       | پلی‌آف اروپا                         | ۱۵ ژوئن ۲۰۱۶   | ۲۱ (۱۹۳۸، ۱۹۵۴، ۱۹۵۸، ۱۹۶۱، ۱۹۶۴، ۱۹۶۷، ۱۹۷۰، ۱۹۷۴، ۱۹۷۸، ۱۹۸۲، ۱۹۸۶، ۱۹۹۳، ۱۹۹۵، ۱۹۹۹، ۲۰۰۳، ۲۰۰۵، ۲۰۰۷، ۲۰۰۹، ۲۰۱۱، ۲۰۱۳، ۲۰۱۵)       |
| مجارستان      | پلی‌آف اروپا                         | ۱۵ ژوئن ۲۰۱۶   | ۱۸ (۱۹۵۸، ۱۹۶۴، ۱۹۶۷، ۱۹۷۰، ۱۹۷۴، ۱۹۷۸، ۱۹۸۲، ۱۹۸۶، ۱۹۹۰، ۱۹۹۳، ۱۹۹۵، ۱۹۹۷، ۱۹۹۹، ۲۰۰۳، ۲۰۰۷، ۲۰۰۹، ۲۰۱۱، ۲۰۱۳)                         |
| مقدونیه شمالی | پلی‌آف اروپا                         | ۱۵ ژوئن ۲۰۱۶   | ۴ (۱۹۹۹، ۲۰۰۹، ۲۰۱۳، ۲۰۱۵) |
| لهستان        | پلی‌آف اروپا                         | ۱۵ ژوئن ۲۰۱۶   | ۱۴ (۱۹۵۸، ۱۹۶۷، ۱۹۷۰، ۱۹۷۴، ۱۹۷۸، ۱۹۸۲، ۱۹۸۶، ۱۹۹۰، ۲۰۰۳، ۲۰۰۷، ۲۰۰۹، ۲۰۱۱، ۲۰۱۳، ۲۰۱۵)                                                 |
| روسیه         | پلی‌آف اروپا                         | ۱۵ ژوئن ۲۰۱۶   | ۱۱ (۱۹۹۳، ۱۹۹۵، ۱۹۹۷، ۱۹۹۹، ۲۰۰۱، ۲۰۰۳، ۲۰۰۵، ۲۰۰۷، ۲۰۰۹، ۲۰۱۳. ۲۰۱۵)                                                                   |
| اسلوونی       | پلی‌آف اروپا                         | ۱۵ ژوئن ۲۰۱۶   | ۷ (۱۹۹۵، ۲۰۰۱، ۲۰۰۳، ۲۰۰۵، ۲۰۰۷، ۲۰۱۳، ۲۰۱۵)                                                                                            |
| سوئد          | پلی‌آف اروپا                         | ۱۵ ژوئن ۲۰۱۶   | ۲۲ (۱۹۳۸، ۱۹۵۴، ۱۹۵۸، ۱۹۶۱، ۱۹۶۴، ۱۹۶۷، ۱۹۷۰، ۱۹۷۴، ۱۹۷۸، ۱۹۸۲، ۱۹۸۶، ۱۹۹۰، ۱۹۹۳، ۱۹۹۵، ۱۹۹۷، ۱۹۹۹، ۲۰۰۱، ۲۰۰۳، ۲۰۰۵، ۲۰۰۹، ۲۰۱۱، ۲۰۱۵) |
| ایسلند        | پلی‌آف اروپا                         | ۱۶ ژوئن ۲۰۱۶   | ۱۸ (۱۹۵۸، ۱۹۶۱، ۱۹۶۴، ۱۹۷۰، ۱۹۷۴، ۱۹۷۸، ۱۹۸۶، ۱۹۹۰، ۱۹۹۳، ۱۹۹۵، ۱۹۹۷، ۲۰۰۱، ۲۰۰۳، ۲۰۰۵، ۲۰۰۷، ۲۰۱۱، ۲۰۱۳، ۲۰۱۵)                         |
| برزیل         | فینالیست قهرمانی پان امریکن ۲۰۱۶    | ۱۸ ژوئن ۲۰۱۶   | ۱۲ (۱۹۵۸، ۱۹۹۵، ۱۹۹۷، ۱۹۹۹، ۲۰۰۱، ۲۰۰۳، ۲۰۰۵، ۲۰۰۷، ۲۰۰۹، ۲۰۱۱، ۲۰۱۳، ۲۰۱۵)                                                             |
| شیلی          | فینالیست قهرمانی پان امریکن ۲۰۱۶    | ۱۸ ژوئن ۲۰۱۶   | ۳ (۲۰۱۱، ۲۰۱۳، ۲۰۱۵) |
| آرژانتین      | تیم سوم قهرمانی پان امریکن ۲۰۱۶     | ۱۹ ژوئن ۲۰۱۶   | ۱۰ (۱۹۹۷، ۱۹۹۹، ۲۰۰۱، ۲۰۰۳، ۲۰۰۵، ۲۰۰۷، ۲۰۰۹، ۲۰۱۱، ۲۰۱۳، ۲۰۱۵)                                                                         |
| نروژ          | سهمیه اعطایی                        | ۲۱ ژوئن ۲۰۱۶   | ۱۳ (۱۹۵۸، ۱۹۶۱، ۱۹۶۴، ۱۹۶۷، ۱۹۷۰، ۱۹۹۳، ۱۹۹۷، ۱۹۹۹، ۲۰۰۱، ۲۰۰۵، ۲۰۰۷، ۲۰۰۹، ۲۰۱۱)                                                       |

۱ پررنگ نشانهٔ قهرمانی در آن سال است
۲ مورب نشانهٔ میزبانی در آن سال است

## قرعه‌کشی
مراسم قرعه‌کشی در ۲۳ ژوئن ۲۰۱۶ از ساعت ۱۴ در پاریس برگزار شد.

### سیدبندی
| گلدان ۱                        | گلدان ۲                             | گلدان ۳                               | گلدان ۴                         | گلدان ۵                    | گلدان ۶                                  |
| ------------------------------ | ----------------------------------- | ------------------------------------- | ------------------------------- | -------------------------- | ---------------------------------------- |
| فرانسه · آلمان · قطر · اسپانیا | کرواسی · اسلوونی · دانمارک · لهستان | سوئد · روسیه · بلاروس · مقدونیه شمالی | مجارستان · ایسلند · برزیل · مصر | تونس · شیلی · بحرین · ژاپن | آرژانتین · آنگولا · عربستان سعودی · نروژ |

## مرحلهٔ مقدماتی
برنامهٔ مسابقات در ۲۳ سپتامبر ۲۰۱۵ اعلام شد.
همهٔ ساعت‌ها بر پایه زمان محلی (۱+ UTC) است.

### گروه A
| تیم    | بازی | برد | مساوی | باخت | گل‌زده | گل‌خورده | تفاضل‌گل | امتیاز |
| ------ | ---- | --- | ----- | ---- | ----- | ------- | ------- | ------ |
| فرانسه | ۵    | ۵   | ۰     | ۰    | ۱۵۴   | ۱۱۲     | ۴۲+     | ۱۰     |
| نروژ   | ۵    | ۴   | ۰     | ۱    | ۱۵۵   | ۱۲۴     | ۳۱+     | ۸      |
| روسیه  | ۵    | ۳   | ۰     | ۲    | ۱۳۹   | ۱۳۶     | ۳+      | ۶      |
| برزیل  | ۵    | ۲   | ۰     | ۳    | ۱۲۱   | ۱۴۶     | ۲۵–     | ۴      |
| لهستان | ۵    | ۱   | ۰     | ۴    | ۱۱۵   | ۱۲۵     | ۱۰–     | ۲      |
| ژاپن   | ۵    | ۰   | ۰     | ۵    | ۱۲۰   | ۱۶۱     | ۴۱–     | ۰      |

| ۱۱ ژانویه ۲۰۱۷ ۲۰:۴۵ | فرانسه  | ۳۱–۱۶  | برزیل   | AccorHotels Arena، پاریس Attendance: ۱۵٬۶۰۹ |
| ۱۱ ژانویه ۲۰۱۷ ۲۰:۴۵ | پورته ۶ | (۱۷–۷) | تولدو ۵ | AccorHotels Arena، پاریس Attendance: ۱۵٬۶۰۹ |
| ۱۱ ژانویه ۲۰۱۷ ۲۰:۴۵ | ۴× ۲×   | گزارش  | ۳×      | AccorHotels Arena، پاریس Attendance: ۱۵٬۶۰۹ |

| ۱۲ ژانویه ۲۰۱۷ ۱۷:۴۵ | روسیه       | ۳۹–۲۹   | ژاپن   | Exponantes – Hall XXL، نانت Attendance: ۴٬۸۶۷ |
| ۱۲ ژانویه ۲۰۱۷ ۱۷:۴۵ | سه بازیکن ۶ | (۱۸–۱۵) | شیدا ۷ | Exponantes – Hall XXL، نانت Attendance: ۴٬۸۶۷ |
| ۱۲ ژانویه ۲۰۱۷ ۱۷:۴۵ | ۳× ۲×       | گزارش   | ۳×     | Exponantes – Hall XXL، نانت Attendance: ۴٬۸۶۷ |

| ۱۲ ژانویه ۲۰۱۷ ۲۰:۴۵ | لهستان | ۲۰–۲۲   | نروژ       | Exponantes – Hall XXL، نانت Attendance: ۵٬۳۵۶ |
| ۱۲ ژانویه ۲۰۱۷ ۲۰:۴۵ | داشک ۷ | (۱۰–۱۲) | لی هانسن ۶ | Exponantes – Hall XXL، نانت Attendance: ۵٬۳۵۶ |
| ۱۲ ژانویه ۲۰۱۷ ۲۰:۴۵ | ۳× ۲×  | گزارش   | ۶× ۴×      | Exponantes – Hall XXL، نانت Attendance: ۵٬۳۵۶ |

| ۱۳ ژانویه ۲۰۱۷ ۱۷:۴۵ | ژاپن      | ۱۹–۳۱  | فرانسه    | Exponantes – Hall XXL، نانت Attendance: ۱۰٬۵۰۰ |
| ۱۳ ژانویه ۲۰۱۷ ۱۷:۴۵ | اوئگاکی ۵ | (۹–۱۷) | فابرگاس ۷ | Exponantes – Hall XXL، نانت Attendance: ۱۰٬۵۰۰ |
| ۱۳ ژانویه ۲۰۱۷ ۱۷:۴۵ | ۲×        | گزارش  | ۲× ۳×     | Exponantes – Hall XXL، نانت Attendance: ۱۰٬۵۰۰ |

| ۱۴ ژانویه ۲۰۱۷ ۱۴:۴۵ | برزیل   | ۲۸–۲۴   | لهستان      | Exponantes – Hall XXL، نانت Attendance: ۱۰٬۱۷۱ |
| ۱۴ ژانویه ۲۰۱۷ ۱۴:۴۵ | تولدو ۸ | (۱۶–۱۱) | پاچکوفسکی ۶ | Exponantes – Hall XXL، نانت Attendance: ۱۰٬۱۷۱ |
| ۱۴ ژانویه ۲۰۱۷ ۱۴:۴۵ | ۳×      | گزارش   | ۱×          | Exponantes – Hall XXL، نانت Attendance: ۱۰٬۱۷۱ |

| ۱۴ ژانویه ۲۰۱۷ ۱۷:۴۵ | نروژ      | ۲۸–۲۴   | روسیه    | Exponantes – Hall XXL، نانت Attendance: ۹٬۸۱۲ |
| ۱۴ ژانویه ۲۰۱۷ ۱۷:۴۵ | بیورنسن ۷ | (۱۵–۱۱) | سوروکا ۸ | Exponantes – Hall XXL، نانت Attendance: ۹٬۸۱۲ |
| ۱۴ ژانویه ۲۰۱۷ ۱۷:۴۵ | ۲×        | گزارش   | ۴× ۳×    | Exponantes – Hall XXL، نانت Attendance: ۹٬۸۱۲ |

| ۱۵ ژانویه ۲۰۱۷ ۱۷:۴۵ | فرانسه      | ۳۱–۲۸   | نروژ     | Exponantes – Hall XXL، نانت Attendance: ۱۰٬۵۰۰ |
| ۱۵ ژانویه ۲۰۱۷ ۱۷:۴۵ | سه بازیکن ۵ | (۱۶–۱۲) | ساگوسن ۷ | Exponantes – Hall XXL، نانت Attendance: ۱۰٬۵۰۰ |
| ۱۵ ژانویه ۲۰۱۷ ۱۷:۴۵ | ۵× ۳× ۱×    | گزارش   | ۷× ۳× ۱× | Exponantes – Hall XXL، نانت Attendance: ۱۰٬۵۰۰ |

| ۱۵ ژانویه ۲۰۱۷ ۲۰:۴۵ | برزیل     | ۲۷–۲۴   | ژاپن     | Exponantes – Hall XXL، نانت Attendance: ۸٬۳۲۶ |
| ۱۵ ژانویه ۲۰۱۷ ۲۰:۴۵ | لانگارو ۸ | (۱۴–۱۲) | توکودا ۷ | Exponantes – Hall XXL، نانت Attendance: ۸٬۳۲۶ |
| ۱۵ ژانویه ۲۰۱۷ ۲۰:۴۵ | ۲× ۱×     | گزارش   | ۲× ۳×    | Exponantes – Hall XXL، نانت Attendance: ۸٬۳۲۶ |

| ۱۶ ژانویه ۲۰۱۷ ۲۰:۴۵ | لهستان   | ۲۰–۲۴  | روسیه      | Exponantes – Hall XXL، نانت Attendance: ۴٬۹۶۱ |
| ۱۶ ژانویه ۲۰۱۷ ۲۰:۴۵ | ژبالا ۴  | (۹–۱۳) | کووالیوف ۷ | Exponantes – Hall XXL، نانت Attendance: ۴٬۹۶۱ |
| ۱۶ ژانویه ۲۰۱۷ ۲۰:۴۵ | ۵× ۲× ۱× | گزارش  | ۳× ۱×      | Exponantes – Hall XXL، نانت Attendance: ۴٬۹۶۱ |

| ۱۷ ژانویه ۲۰۱۷ ۱۴:۰۰ | نروژ     | ۳۹–۲۶   | برزیل         | Exponantes – Hall XXL، نانت Attendance: ۵٬۹۴۳ |
| ۱۷ ژانویه ۲۰۱۷ ۱۴:۰۰ | ساگوسن ۷ | (۱۸–۱۳) | چیوفا، پوزر ۶ | Exponantes – Hall XXL، نانت Attendance: ۵٬۹۴۳ |
| ۱۷ ژانویه ۲۰۱۷ ۱۴:۰۰ | ۳× ۲×    | گزارش   | ۶× ۱×         | Exponantes – Hall XXL، نانت Attendance: ۵٬۹۴۳ |

| ۱۷ ژانویه ۲۰۱۷ ۱۷:۴۵ | لهستان | ۲۶–۲۵  | ژاپن   | Exponantes – Hall XXL، نانت Attendance: ۸٬۶۵۵ |
| ۱۷ ژانویه ۲۰۱۷ ۱۷:۴۵ | داشک ۵ | (۹–۱۱) | شیدا ۹ | Exponantes – Hall XXL، نانت Attendance: ۸٬۶۵۵ |
| ۱۷ ژانویه ۲۰۱۷ ۱۷:۴۵ | ۴× ۳×  | گزارش  | ۱× ۲×  | Exponantes – Hall XXL، نانت Attendance: ۸٬۶۵۵ |

| ۱۷ ژانویه ۲۰۱۷ ۲۰:۴۵ | روسیه       | ۲۴–۳۵   | فرانسه    | Exponantes – Hall XXL، نانت Attendance: ۱۰٬۵۰۰ |
| ۱۷ ژانویه ۲۰۱۷ ۲۰:۴۵ | شیشکاریوف ۶ | (۱۱–۱۶) | دیپاندا ۸ | Exponantes – Hall XXL، نانت Attendance: ۱۰٬۵۰۰ |
| ۱۷ ژانویه ۲۰۱۷ ۲۰:۴۵ | ۳× ۱×       | گزارش   | ۲×        | Exponantes – Hall XXL، نانت Attendance: ۱۰٬۵۰۰ |

| ۱۹ ژانویه ۲۰۱۷ ۱۴:۰۰ | روسیه          | ۲۸–۲۴   | برزیل       | Exponantes – Hall XXL، نانت Attendance: ۵٬۱۹۷ |
| ۱۹ ژانویه ۲۰۱۷ ۱۴:۰۰ | درون، شلمنکو ۵ | (۱۴–۱۵) | سه بازیکن ۵ | Exponantes – Hall XXL، نانت Attendance: ۵٬۱۹۷ |
| ۱۹ ژانویه ۲۰۱۷ ۱۴:۰۰ | ۵× ۲× ۱×       | گزارش   | ۴× ۱×       | Exponantes – Hall XXL، نانت Attendance: ۵٬۱۹۷ |

| ۱۹ ژانویه ۲۰۱۷ ۱۷:۴۵ | فرانسه   | ۲۶–۲۵   | لهستان            | Exponantes – Hall XXL، نانت Attendance: ۱۰٬۵۰۰ |
| ۱۹ ژانویه ۲۰۱۷ ۱۷:۴۵ | نیوکاس ۷ | (۱۳–۱۳) | ژبالا، کرایفسکی ۵ | Exponantes – Hall XXL، نانت Attendance: ۱۰٬۵۰۰ |
| ۱۹ ژانویه ۲۰۱۷ ۱۷:۴۵ | ۳× ۲×    | گزارش   | ۳× ۲×             | Exponantes – Hall XXL، نانت Attendance: ۱۰٬۵۰۰ |

| ۱۹ ژانویه ۲۰۱۷ ۲۰:۴۵ | ژاپن     | ۲۳–۳۸   | نروژ    | Exponantes – Hall XXL، نانت Attendance: ۳٬۶۲۱ |
| ۱۹ ژانویه ۲۰۱۷ ۲۰:۴۵ | موتوکی ۴ | (۱۴–۱۹) | میرول ۷ | Exponantes – Hall XXL، نانت Attendance: ۳٬۶۲۱ |
| ۱۹ ژانویه ۲۰۱۷ ۲۰:۴۵ | ۳×       | گزارش   | ۱×      | Exponantes – Hall XXL، نانت Attendance: ۳٬۶۲۱ |

### گروه B
| تیم           | بازی | برد | مساوی | باخت | گل‌زده | گل‌خورده | تفاضل‌گل | امتیاز |
| ------------- | ---- | --- | ----- | ---- | ----- | ------- | ------- | ------ |
| اسپانیا       | ۵    | ۵   | ۰     | ۰    | ۱۶۰   | ۱۱۵     | ۴۵+     | ۱۰     |
| اسلوونی       | ۵    | ۳   | ۱     | ۱    | ۱۵۱   | ۱۳۶     | ۱۵+     | ۷      |
| مقدونیه شمالی | ۵    | ۲   | ۱     | ۲    | ۱۳۹   | ۱۳۷     | ۲+      | ۵      |
| ایسلند        | ۵    | ۱   | ۲     | ۲    | ۱۲۸   | ۱۲۱     | ۷+      | ۴      |
| تونس          | ۵    | ۱   | ۲     | ۲    | ۱۴۴   | ۱۴۴     | ۰       | ۴      |
| آنگولا        | ۵    | ۰   | ۰     | ۵    | ۱۲۲   | ۱۹۱     | ۶۹–     | ۰      |

| ۱۲ ژانویه ۲۰۱۷ ۱۴:۰۰ | اسلوونی            | ۴۲–۲۵   | آنگولا | Arenes de Metz، متز Attendance: ۲٬۱۷۹ |
| ۱۲ ژانویه ۲۰۱۷ ۱۴:۰۰ | ماچکوسکی، مارگوچ ۸ | (۲۲–۱۳) | لوپس ۷ | Arenes de Metz، متز Attendance: ۲٬۱۷۹ |
| ۱۲ ژانویه ۲۰۱۷ ۱۴:۰۰ | ۴× ۳×              | گزارش   | ۳× ۱×  | Arenes de Metz، متز Attendance: ۲٬۱۷۹ |

| ۱۲ ژانویه ۲۰۱۷ ۱۷:۴۵ | مقدونیه شمالی | ۳۴–۳۰   | تونس     | Arenes de Metz، متز Attendance: ۲٬۵۶۱ |
| ۱۲ ژانویه ۲۰۱۷ ۱۷:۴۵ | لازاروف ۱۲    | (۱۳–۱۴) | بوغنمی ۹ | Arenes de Metz، متز Attendance: ۲٬۵۶۱ |
| ۱۲ ژانویه ۲۰۱۷ ۱۷:۴۵ | ۴×            | گزارش   | ۶× ۳×    | Arenes de Metz، متز Attendance: ۲٬۵۶۱ |

| ۱۲ ژانویه ۲۰۱۷ ۲۰:۴۵ | اسپانیا           | ۲۷–۲۱   | ایسلند     | Arenes de Metz، متز Attendance: ۵٬۰۵۴ |
| ۱۲ ژانویه ۲۰۱۷ ۲۰:۴۵ | بالاگر، کانییاس ۴ | (۱۰–۱۲) | سیگوردسون۵ | Arenes de Metz، متز Attendance: ۵٬۰۵۴ |
| ۱۲ ژانویه ۲۰۱۷ ۲۰:۴۵ | ۳×                | گزارش   | ۵× ۴×      | Arenes de Metz، متز Attendance: ۵٬۰۵۴ |

| ۱۴ ژانویه ۲۰۱۷ ۱۴:۴۵ | ایسلند   | ۲۵–۲۶  | اسلوونی | Arenes de Metz، متز Attendance: ۵٬۰۵۴ |
| ۱۴ ژانویه ۲۰۱۷ ۱۴:۴۵ | الیسون ۷ | (۸–۱۱) | بزیاک ۶ | Arenes de Metz، متز Attendance: ۵٬۰۵۴ |
| ۱۴ ژانویه ۲۰۱۷ ۱۴:۴۵ | ۵× ۳×    | گزارش  | ۴×      | Arenes de Metz، متز Attendance: ۵٬۰۵۴ |

| ۱۴ ژانویه ۲۰۱۷ ۱۷:۴۵ | تونس   | ۲۱–۲۶   | اسپانیا         | Arenes de Metz، متز Attendance: ۵٬۰۵۶ |
| ۱۴ ژانویه ۲۰۱۷ ۱۷:۴۵ | تومی ۵ | (۱۰–۱۲) | بالاگر، توماس ۵ | Arenes de Metz، متز Attendance: ۵٬۰۵۶ |
| ۱۴ ژانویه ۲۰۱۷ ۱۷:۴۵ | ۳×     | گزارش   | ۱× ۲×           | Arenes de Metz، متز Attendance: ۵٬۰۵۶ |

| ۱۴ ژانویه ۲۰۱۷ ۲۰:۴۵ | آنگولا | ۲۲–۳۱  | مقدونیه شمالی | Arenes de Metz، متز Attendance: ۳٬۸۴۵ |
| ۱۴ ژانویه ۲۰۱۷ ۲۰:۴۵ | لوپس ۵ | (۹–۱۴) | لازاروف ۱۰    | Arenes de Metz، متز Attendance: ۳٬۸۴۵ |
| ۱۴ ژانویه ۲۰۱۷ ۲۰:۴۵ | ۳× ۲×  | گزارش  | ۵× ۳×         | Arenes de Metz، متز Attendance: ۳٬۸۴۵ |

| ۱۵ ژانویه ۲۰۱۷ ۱۴:۴۵ | ایسلند     | ۲۲–۲۲   | تونس    | Arenes de Metz، متز Attendance: ۵٬۰۵۴ |
| ۱۵ ژانویه ۲۰۱۷ ۱۴:۴۵ | سیگوردسون۵ | (۱۱–۱۳) | بنور ۱۲ | Arenes de Metz، متز Attendance: ۵٬۰۵۴ |
| ۱۵ ژانویه ۲۰۱۷ ۱۴:۴۵ | ۷× ۲× ۱×   | گزارش   | ۳×      | Arenes de Metz، متز Attendance: ۵٬۰۵۴ |

| ۱۶ ژانویه ۲۰۱۷ ۱۷:۴۵ | اسلوونی         | ۲۹–۲۲   | مقدونیه شمالی | Arenes de Metz، متز Attendance: ۲٬۶۰۵ |
| ۱۶ ژانویه ۲۰۱۷ ۱۷:۴۵ | بزیاک، مارگوچ ۴ | (۱۶–۱۰) | لازاروف ۹     | Arenes de Metz، متز Attendance: ۲٬۶۰۵ |
| ۱۶ ژانویه ۲۰۱۷ ۱۷:۴۵ | ۵× ۲×           | گزارش   | ۲×            | Arenes de Metz، متز Attendance: ۲٬۶۰۵ |

| ۱۶ ژانویه ۲۰۱۷ ۲۰:۴۵ | اسپانیا   | ۴۲–۲۲   | آنگولا   | Arenes de Metz، متز Attendance: ۲٬۱۲۶ |
| ۱۶ ژانویه ۲۰۱۷ ۲۰:۴۵ | فرناندز ۹ | (۲۱–۱۰) | لوپس ۶   | Arenes de Metz، متز Attendance: ۲٬۱۲۶ |
| ۱۶ ژانویه ۲۰۱۷ ۲۰:۴۵ | ۱× ۲×     | گزارش   | ۱× ۲× ۱× | Arenes de Metz، متز Attendance: ۲٬۱۲۶ |

| ۱۷ ژانویه ۲۰۱۷ ۱۷:۴۵ | اسلوونی     | ۲۸–۲۸   | تونس    | Arenes de Metz، متز Attendance: ۳٬۰۳۹ |
| ۱۷ ژانویه ۲۰۱۷ ۱۷:۴۵ | کاوتیچنیک ۷ | (۱۵–۱۳) | ثنائی ۸ | Arenes de Metz، متز Attendance: ۳٬۰۳۹ |
| ۱۷ ژانویه ۲۰۱۷ ۱۷:۴۵ | ۵× ۳×       | گزارش   | ۳× ۱×   | Arenes de Metz، متز Attendance: ۳٬۰۳۹ |

| ۱۷ ژانویه ۲۰۱۷ ۲۰:۴۵ | آنگولا | ۱۹–۳۳  | ایسلند     | Arenes de Metz، متز Attendance: ۱٬۷۲۵ |
| ۱۷ ژانویه ۲۰۱۷ ۲۰:۴۵ | لوپس ۸ | (۸–۱۶) | سیگوردسون۸ | Arenes de Metz، متز Attendance: ۱٬۷۲۵ |
| ۱۷ ژانویه ۲۰۱۷ ۲۰:۴۵ | ۵× ۳×  | گزارش  | ۱× ۲×      | Arenes de Metz، متز Attendance: ۱٬۷۲۵ |

| ۱۸ ژانویه ۲۰۱۷ ۲۰:۴۵ | مقدونیه شمالی | ۲۵–۲۹   | اسپانیا       | Arenes de Metz، متز Attendance: ۳٬۹۵۱ |
| ۱۸ ژانویه ۲۰۱۷ ۲۰:۴۵ | لازاروف ۶     | (۱۴–۱۴) | ریورا فولچ ۱۱ | Arenes de Metz، متز Attendance: ۳٬۹۵۱ |
| ۱۸ ژانویه ۲۰۱۷ ۲۰:۴۵ | ۲× ۴×         | گزارش   | ۲×            | Arenes de Metz، متز Attendance: ۳٬۹۵۱ |

| ۱۹ ژانویه ۲۰۱۷ ۱۴:۰۰ | تونس    | ۴۳–۳۴   | آنگولا | Arenes de Metz، متز Attendance: ۱٬۹۳۵ |
| ۱۹ ژانویه ۲۰۱۷ ۱۴:۰۰ | بنور ۱۰ | (۲۳–۱۶) | تکا ۱۰ | Arenes de Metz، متز Attendance: ۱٬۹۳۵ |
| ۱۹ ژانویه ۲۰۱۷ ۱۴:۰۰ | ۲×      | گزارش   | ۳× ۱×  | Arenes de Metz، متز Attendance: ۱٬۹۳۵ |

| ۱۹ ژانویه ۲۰۱۷ ۱۷:۴۵ | مقدونیه شمالی | ۲۷–۲۷   | ایسلند    | Arenes de Metz، متز Attendance: ۳٬۲۲۵ |
| ۱۹ ژانویه ۲۰۱۷ ۱۷:۴۵ | لازاروف ۷     | (۱۳–۱۵) | کاراسون ۷ | Arenes de Metz، متز Attendance: ۳٬۲۲۵ |
| ۱۹ ژانویه ۲۰۱۷ ۱۷:۴۵ | ۴× ۳×         | گزارش   | ۴× ۳×     | Arenes de Metz، متز Attendance: ۳٬۲۲۵ |

| ۱۹ ژانویه ۲۰۱۷ ۲۰:۴۵ | اسپانیا  | ۳۶–۲۶   | اسلوونی  | Arenes de Metz، متز Attendance: ۵٬۰۵۴ |
| ۱۹ ژانویه ۲۰۱۷ ۲۰:۴۵ | بالاگر ۷ | (۱۸–۱۰) | مارگوچ ۶ | Arenes de Metz، متز Attendance: ۵٬۰۵۴ |
| ۱۹ ژانویه ۲۰۱۷ ۲۰:۴۵ | ۴× ۱×    | گزارش   | ۴× ۳×    | Arenes de Metz، متز Attendance: ۵٬۰۵۴ |

### گروه C
| تیم           | بازی | برد | مساوی | باخت | گل‌زده | گل‌خورده | تفاضل‌گل | امتیاز |
| ------------- | ---- | --- | ----- | ---- | ----- | ------- | ------- | ------ |
| آلمان         | ۵    | ۵   | ۰     | ۰    | ۱۵۹   | ۱۰۷     | ۵۲+     | ۱۰     |
| کرواسی        | ۵    | ۴   | ۰     | ۱    | ۱۴۸   | ۱۲۶     | ۲۲+     | ۸      |
| بلاروس        | ۵    | ۲   | ۰     | ۳    | ۱۳۴   | ۱۴۵     | ۱۱–     | ۴      |
| مجارستان      | ۵    | ۲   | ۰     | ۳    | ۱۴۷   | ۱۳۸     | ۹+      | ۴      |
| عربستان سعودی | ۵    | ۱   | ۰     | ۴    | ۱۲۳   | ۱۵۷     | ۳۴–     | ۲      |
| شیلی          | ۵    | ۱   | ۰     | ۴    | ۱۲۲   | ۱۶۰     | ۳۸–     | ۲      |

| ۱۳ ژانویه ۲۰۱۷ ۱۴:۰۰ | بلاروس    | ۲۸–۳۲   | شیلی         | Kindarena، روان Attendance: ۲٬۰۰۰ |
| ۱۳ ژانویه ۲۰۱۷ ۱۴:۰۰ | کارالک ۱۰ | (۱۴–۱۴) | ر. سالیناس ۸ | Kindarena، روان Attendance: ۲٬۰۰۰ |
| ۱۳ ژانویه ۲۰۱۷ ۱۴:۰۰ | ۷× ۳×     | گزارش   | ۴× ۳×        | Kindarena، روان Attendance: ۲٬۰۰۰ |

| ۱۳ ژانویه ۲۰۱۷ ۱۷:۴۵ | آلمان      | ۲۷–۲۳   | مجارستان    | Kindarena، روان Attendance: ۵٬۰۰۰ |
| ۱۳ ژانویه ۲۰۱۷ ۱۷:۴۵ | گنشایمر ۱۳ | (۱۶–۱۱) | شش بازیکن ۳ | Kindarena، روان Attendance: ۵٬۰۰۰ |
| ۱۳ ژانویه ۲۰۱۷ ۱۷:۴۵ | ۳× ۲×      | گزارش   | ۲× ۳× ۱×    | Kindarena، روان Attendance: ۵٬۰۰۰ |

| ۱۳ ژانویه ۲۰۱۷ ۲۰:۴۵ | کرواسی    | ۲۸–۲۳   | عربستان سعودی | Kindarena، روان Attendance: ۴٬۵۰۰ |
| ۱۳ ژانویه ۲۰۱۷ ۲۰:۴۵ | سیندریچ ۶ | (۱۲–۱۱) | السالم ۵      | Kindarena، روان Attendance: ۴٬۵۰۰ |
| ۱۳ ژانویه ۲۰۱۷ ۲۰:۴۵ | ۳×        | گزارش   | ۴× ۳×         | Kindarena، روان Attendance: ۴٬۵۰۰ |

| ۱۴ ژانویه ۲۰۱۷ ۲۰:۴۵ | مجارستان         | ۲۸–۳۱   | کرواسی   | Kindarena، روان Attendance: ۵٬۵۸۸ |
| ۱۴ ژانویه ۲۰۱۷ ۲۰:۴۵ | بالوگ، هارسانی ۶ | (۱۱–۱۱) | اشترلک ۶ | Kindarena، روان Attendance: ۵٬۵۸۸ |
| ۱۴ ژانویه ۲۰۱۷ ۲۰:۴۵ | ۳×               | گزارش   | ۴× ۳×    | Kindarena، روان Attendance: ۵٬۵۸۸ |

| ۱۵ ژانویه ۲۰۱۷ ۱۴:۴۵ | شیلی          | ۱۴–۳۵  | آلمان     | Kindarena، روان Attendance: ۵٬۰۰۰ |
| ۱۵ ژانویه ۲۰۱۷ ۱۴:۴۵ | چهار بازیکن ۲ | (۶–۱۷) | کولباخر ۸ | Kindarena، روان Attendance: ۵٬۰۰۰ |
| ۱۵ ژانویه ۲۰۱۷ ۱۴:۴۵ | ۳×            | گزارش  | ۳×        | Kindarena، روان Attendance: ۵٬۰۰۰ |

| ۱۵ ژانویه ۲۰۱۷ ۲۰:۴۵ | عربستان سعودی | ۲۶–۲۹   | بلاروس    | Kindarena، روان Attendance: ۳٬۰۰۰ |
| ۱۵ ژانویه ۲۰۱۷ ۲۰:۴۵ | السالم ۷      | (۱۳–۱۴) | پوخوسکی ۹ | Kindarena، روان Attendance: ۳٬۰۰۰ |
| ۱۵ ژانویه ۲۰۱۷ ۲۰:۴۵ | ۵× ۳×         | گزارش   | ۵× ۳×     | Kindarena، روان Attendance: ۳٬۰۰۰ |

| ۱۶ ژانویه ۲۰۱۷ ۱۷:۴۵ | مجارستان | ۳۴–۲۹   | شیلی      | Kindarena، روان Attendance: ۲٬۰۰۰ |
| ۱۶ ژانویه ۲۰۱۷ ۱۷:۴۵ | جمالی ۷  | (۱۷–۱۴) | فوچتمان ۹ | Kindarena، روان Attendance: ۲٬۰۰۰ |
| ۱۶ ژانویه ۲۰۱۷ ۱۷:۴۵ | ۵× ۴× ۱× | گزارش   | ۱× ۳×     | Kindarena، روان Attendance: ۲٬۰۰۰ |

| ۱۶ ژانویه ۲۰۱۷ ۲۰:۴۵ | کرواسی    | ۳۱–۲۵   | بلاروس   | Kindarena، روان Attendance: ۳٬۲۰۲ |
| ۱۶ ژانویه ۲۰۱۷ ۲۰:۴۵ | سیندریچ ۸ | (۱۸–۱۵) | کارالک ۷ | Kindarena، روان Attendance: ۳٬۲۰۲ |
| ۱۶ ژانویه ۲۰۱۷ ۲۰:۴۵ | ۴× ۱×     | گزارش   | ۵× ۴×    | Kindarena، روان Attendance: ۳٬۲۰۲ |

| ۱۷ ژانویه ۲۰۱۷ ۱۷:۴۵ | آلمان | ۳۸–۲۴   | عربستان سعودی | Kindarena، روان Attendance: ۲٬۹۸۰ |
| ۱۷ ژانویه ۲۰۱۷ ۱۷:۴۵ | فاث ۶ | (۲۱–۱۳) | الزائر ۸      | Kindarena، روان Attendance: ۲٬۹۸۰ |
| ۱۷ ژانویه ۲۰۱۷ ۱۷:۴۵ | ۳×    | گزارش   | ۲× ۳×         | Kindarena، روان Attendance: ۲٬۹۸۰ |

| ۱۸ ژانویه ۲۰۱۷ ۱۴:۰۰ | عربستان سعودی | ۲۴–۳۷   | مجارستان | Kindarena، روان Attendance: ۴٬۹۵۹ |
| ۱۸ ژانویه ۲۰۱۷ ۱۴:۰۰ | المحسن ۷      | (۱۰–۱۷) | چاسار ۹  | Kindarena، روان Attendance: ۴٬۹۵۹ |
| ۱۸ ژانویه ۲۰۱۷ ۱۴:۰۰ | ۴× ۲×         | گزارش   | ۴× ۲×    | Kindarena، روان Attendance: ۴٬۹۵۹ |

| ۱۸ ژانویه ۲۰۱۷ ۱۷:۴۵ | بلاروس      | ۲۵–۳۱   | آلمان     | Kindarena، روان Attendance: ۴٬۵۲۴ |
| ۱۸ ژانویه ۲۰۱۷ ۱۷:۴۵ | سه بازیکن ۴ | (۱۶–۱۶) | گنشایمر ۸ | Kindarena، روان Attendance: ۴٬۵۲۴ |
| ۱۸ ژانویه ۲۰۱۷ ۱۷:۴۵ | ۳×          | گزارش   | ۳×        | Kindarena، روان Attendance: ۴٬۵۲۴ |

| ۱۸ ژانویه ۲۰۱۷ ۲۰:۴۵ | کرواسی  | ۳۷–۲۲  | شیلی                  | Kindarena، روان Attendance: ۲٬۷۸۵ |
| ۱۸ ژانویه ۲۰۱۷ ۲۰:۴۵ | میهیچ ۸ | (۱۷–۹) | فوچتمان، ا. سالیناس ۴ | Kindarena، روان Attendance: ۲٬۷۸۵ |
| ۱۸ ژانویه ۲۰۱۷ ۲۰:۴۵ | ۳×      | گزارش  | ۵× ۲×                 | Kindarena، روان Attendance: ۲٬۷۸۵ |

| ۲۰ ژانویه ۲۰۱۷ ۱۴:۰۰ | شیلی         | ۲۵–۲۶   | عربستان سعودی | Kindarena، روان Attendance: ۲٬۳۶۶ |
| ۲۰ ژانویه ۲۰۱۷ ۱۴:۰۰ | ر. سالیناس ۷ | (۱۳–۱۳) | العباس ۹      | Kindarena، روان Attendance: ۲٬۳۶۶ |
| ۲۰ ژانویه ۲۰۱۷ ۱۴:۰۰ | ۳×           | گزارش   | ۸× ۳×         | Kindarena، روان Attendance: ۲٬۳۶۶ |

| ۲۰ ژانویه ۲۰۱۷ ۱۷:۴۵ | آلمان   | ۲۸–۲۱  | کرواسی              | Kindarena، روان Attendance: ۵٬۰۰۰ |
| ۲۰ ژانویه ۲۰۱۷ ۱۷:۴۵ | وینسک ۶ | (۱۳–۹) | استپانچیچ، اشترلک ۵ | Kindarena، روان Attendance: ۵٬۰۰۰ |
| ۲۰ ژانویه ۲۰۱۷ ۱۷:۴۵ | ۳×      | گزارش  | ۳× ۲×               | Kindarena، روان Attendance: ۵٬۰۰۰ |

| ۲۰ ژانویه ۲۰۱۷ ۲۰:۴۵ | بلاروس           | ۲۷–۲۵   | مجارستان       | Kindarena، روان Attendance: ۳٬۷۶۱ |
| ۲۰ ژانویه ۲۰۱۷ ۲۰:۴۵ | بروکا، پوخوسکی ۶ | (۱۵–۱۳) | چاسار، یوهاش ۷ | Kindarena، روان Attendance: ۳٬۷۶۱ |
| ۲۰ ژانویه ۲۰۱۷ ۲۰:۴۵ | ۲× ۳×            | گزارش   | ۷× ۴×          | Kindarena، روان Attendance: ۳٬۷۶۱ |

### گروه D
| تیم      | بازی | برد | مساوی | باخت | گل‌زده | گل‌خورده | تفاضل‌گل | امتیاز |
| -------- | ---- | --- | ----- | ---- | ----- | ------- | ------- | ------ |
| دانمارک  | ۵    | ۵   | ۰     | ۰    | ۱۵۷   | ۱۳۰     | ۲۷+     | ۱۰     |
| سوئد     | ۵    | ۴   | ۰     | ۱    | ۱۶۲   | ۱۱۱     | ۵۱+     | ۸      |
| مصر      | ۵    | ۳   | ۰     | ۲    | ۱۳۸   | ۱۴۳     | ۳–      | ۶      |
| قطر      | ۵    | ۲   | ۰     | ۳    | ۱۲۷   | ۱۲۹     | ۲–      | ۴      |
| آرژانتین | ۵    | ۱   | ۰     | ۴    | ۱۰۸   | ۱۳۷     | ۲۹–     | ۲      |
| بحرین    | ۵    | ۰   | ۰     | ۵    | ۱۱۰   | ۱۵۲     | ۴۲–     | ۰      |

| ۱۳ ژانویه ۲۰۱۷ ۱۴:۰۰ | قطر      | ۲۰–۲۲  | مصر      | AccorHotels Arena، پاریس Attendance: ۴٬۳۱۵ |
| ۱۳ ژانویه ۲۰۱۷ ۱۴:۰۰ | کاپوته ۵ | (۸–۱۱) | الاحمر ۸ | AccorHotels Arena، پاریس Attendance: ۴٬۳۱۵ |
| ۱۳ ژانویه ۲۰۱۷ ۱۴:۰۰ | ۴× ۲×    | گزارش  | ۷× ۱×    | AccorHotels Arena، پاریس Attendance: ۴٬۳۱۵ |

| ۱۳ ژانویه ۲۰۱۷ ۱۷:۴۵ | سوئد        | ۳۳–۱۶  | بحرین      | AccorHotels Arena، پاریس Attendance: ۶٬۵۷۹ |
| ۱۳ ژانویه ۲۰۱۷ ۱۷:۴۵ | تولبرینگ ۱۰ | (۱۷–۵) | حبیب حسن ۴ | AccorHotels Arena، پاریس Attendance: ۶٬۵۷۹ |
| ۱۳ ژانویه ۲۰۱۷ ۱۷:۴۵ | ۵× ۲×       | گزارش  | ۵× ۲×      | AccorHotels Arena، پاریس Attendance: ۶٬۵۷۹ |

| ۱۳ ژانویه ۲۰۱۷ ۲۰:۴۵ | دانمارک | ۳۳–۲۲   | آرژانتین     | AccorHotels Arena، پاریس Attendance: ۷٬۵۸۲ |
| ۱۳ ژانویه ۲۰۱۷ ۲۰:۴۵ | هانسن ۶ | (۱۷–۱۱) | ف. فرناندز ۶ | AccorHotels Arena، پاریس Attendance: ۷٬۵۸۲ |
| ۱۳ ژانویه ۲۰۱۷ ۲۰:۴۵ | ۳× ۲×   | گزارش   | ۴× ۲×        | AccorHotels Arena، پاریس Attendance: ۷٬۵۸۲ |

| ۱۴ ژانویه ۲۰۱۷ ۲۰:۴۵ | مصر      | ۲۸–۳۵   | دانمارک | AccorHotels Arena، پاریس Attendance: ۷٬۴۱۳ |
| ۱۴ ژانویه ۲۰۱۷ ۲۰:۴۵ | الدرعه ۶ | (۱۵–۲۱) | سوان ۶  | AccorHotels Arena، پاریس Attendance: ۷٬۴۱۳ |
| ۱۴ ژانویه ۲۰۱۷ ۲۰:۴۵ | ۱× ۲× ۱× | گزارش   | ۴× ۲×   | AccorHotels Arena، پاریس Attendance: ۷٬۴۱۳ |

| ۱۵ ژانویه ۲۰۱۷ ۱۴:۴۵ | آرژانتین | ۱۷–۳۵   | سوئد       | AccorHotels Arena، پاریس Attendance: ۱۲٬۵۷۸ |
| ۱۵ ژانویه ۲۰۱۷ ۱۴:۴۵ | سیمونت ۵ | (۱۱–۱۶) | زاکریسون ۸ | AccorHotels Arena، پاریس Attendance: ۱۲٬۵۷۸ |
| ۱۵ ژانویه ۲۰۱۷ ۱۴:۴۵ | ۴× ۲×    | گزارش   | ۵× ۳× ۲×   | AccorHotels Arena، پاریس Attendance: ۱۲٬۵۷۸ |

| ۱۵ ژانویه ۲۰۱۷ ۱۷:۴۵ | بحرین       | ۲۲–۳۲  | قطر    | AccorHotels Arena، پاریس Attendance: ۴٬۴۷۵ |
| ۱۵ ژانویه ۲۰۱۷ ۱۷:۴۵ | عبدالقادر ۵ | (۹–۱۹) | مددی ۸ | AccorHotels Arena، پاریس Attendance: ۴٬۴۷۵ |
| ۱۵ ژانویه ۲۰۱۷ ۱۷:۴۵ | ۵× ۴×       | گزارش  | ۷× ۲×  | AccorHotels Arena، پاریس Attendance: ۴٬۴۷۵ |

| ۱۶ ژانویه ۲۰۱۷ ۱۷:۴۵ | مصر      | ۳۱–۲۹   | بحرین    | AccorHotels Arena، پاریس Attendance: ۴٬۴۲۹ |
| ۱۶ ژانویه ۲۰۱۷ ۱۷:۴۵ | الدرعه ۶ | (۱۷–۱۵) | سعد ۶    | AccorHotels Arena، پاریس Attendance: ۴٬۴۲۹ |
| ۱۶ ژانویه ۲۰۱۷ ۱۷:۴۵ | ۳×       | گزارش   | ۵× ۲× ۱× | AccorHotels Arena، پاریس Attendance: ۴٬۴۲۹ |

| ۱۶ ژانویه ۲۰۱۷ ۲۰:۴۵ | دانمارک | ۲۷–۲۵   | سوئد    | AccorHotels Arena، پاریس Attendance: ۱۳٬۸۵۰ |
| ۱۶ ژانویه ۲۰۱۷ ۲۰:۴۵ | هانسن ۸ | (۱۴–۱۰) | اکبرگ ۷ | AccorHotels Arena، پاریس Attendance: ۱۳٬۸۵۰ |
| ۱۶ ژانویه ۲۰۱۷ ۲۰:۴۵ | ۴× ۳×   | گزارش   | ۳×      | AccorHotels Arena، پاریس Attendance: ۱۳٬۸۵۰ |

| ۱۷ ژانویه ۲۰۱۷ ۱۷:۴۵ | قطر    | ۲۱–۱۷ | آرژانتین     | AccorHotels Arena، پاریس Attendance: ۳٬۶۴۱ |
| ۱۷ ژانویه ۲۰۱۷ ۱۷:۴۵ | ملاش ۵ | (۹–۲) | ف. فرناندز ۷ | AccorHotels Arena، پاریس Attendance: ۳٬۶۴۱ |
| ۱۷ ژانویه ۲۰۱۷ ۱۷:۴۵ | ۳×     | گزارش | ۲× ۱×        | AccorHotels Arena، پاریس Attendance: ۳٬۶۴۱ |

| ۱۸ ژانویه ۲۰۱۷ ۱۴:۰۰ | آرژانتین | ۲۶–۳۱   | مصر         | AccorHotels Arena، پاریس Attendance: ۷٬۲۳۳ |
| ۱۸ ژانویه ۲۰۱۷ ۱۴:۰۰ | وییرا ۱۲ | (۱۰–۱۳) | سه بازیکن ۵ | AccorHotels Arena، پاریس Attendance: ۷٬۲۳۳ |
| ۱۸ ژانویه ۲۰۱۷ ۱۴:۰۰ | ۴× ۲×    | گزارش   | ۵× ۳×       | AccorHotels Arena، پاریس Attendance: ۷٬۲۳۳ |

| ۱۸ ژانویه ۲۰۱۷ ۱۷:۴۵ | دانمارک      | ۳۰–۲۶   | بحرین         | AccorHotels Arena، پاریس Attendance: ۷٬۹۰۰ |
| ۱۸ ژانویه ۲۰۱۷ ۱۷:۴۵ | توفت هانسن ۶ | (۱۷–۱۳) | حبیب، محفوظ ۶ | AccorHotels Arena، پاریس Attendance: ۷٬۹۰۰ |
| ۱۸ ژانویه ۲۰۱۷ ۱۷:۴۵ | ۴× ۲× ۱×     | گزارش   | ۶× ۲×         | AccorHotels Arena، پاریس Attendance: ۷٬۹۰۰ |

| ۱۸ ژانویه ۲۰۱۷ ۲۰:۴۵ | سوئد    | ۳۶–۲۵   | قطر    | AccorHotels Arena، پاریس Attendance: ۶٬۰۳۴ |
| ۱۸ ژانویه ۲۰۱۷ ۲۰:۴۵ | اکبرگ ۹ | (۱۹–۱۲) | روان ۸ | AccorHotels Arena، پاریس Attendance: ۶٬۰۳۴ |
| ۱۸ ژانویه ۲۰۱۷ ۲۰:۴۵ | ۶× ۱×   | گزارش   | ۱×     | AccorHotels Arena، پاریس Attendance: ۶٬۰۳۴ |

| ۲۰ ژانویه ۲۰۱۷ ۱۴:۰۰ | بحرین       | ۱۷–۲۶  | آرژانتین     | AccorHotels Arena، پاریس Attendance: ۶٬۳۱۴ |
| ۲۰ ژانویه ۲۰۱۷ ۱۴:۰۰ | عبدالقادر ۵ | (۸–۱۳) | ف. فرناندز ۸ | AccorHotels Arena، پاریس Attendance: ۶٬۳۱۴ |
| ۲۰ ژانویه ۲۰۱۷ ۱۴:۰۰ | ۶× ۲×       | گزارش  | ۷× ۱×        | AccorHotels Arena، پاریس Attendance: ۶٬۳۱۴ |

| ۲۰ ژانویه ۲۰۱۷ ۱۷:۴۵ | سوئد    | ۳۳–۲۶  | مصر    | AccorHotels Arena، پاریس Attendance: ۷٬۶۶۰ |
| ۲۰ ژانویه ۲۰۱۷ ۱۷:۴۵ | اکبرگ ۸ | (۱۵–۹) | عیسی ۷ | AccorHotels Arena، پاریس Attendance: ۷٬۶۶۰ |
| ۲۰ ژانویه ۲۰۱۷ ۱۷:۴۵ | ۷× ۱×   | گزارش  | ۴× ۳×  | AccorHotels Arena، پاریس Attendance: ۷٬۶۶۰ |

| ۲۰ ژانویه ۲۰۱۷ ۲۰:۴۵ | قطر              | ۲۹–۳۲   | دانمارک  | AccorHotels Arena، پاریس Attendance: ۸٬۴۴۴ |
| ۲۰ ژانویه ۲۰۱۷ ۲۰:۴۵ | کاپوته، بن علی ۵ | (۱۶–۱۴) | نودسبو ۸ | AccorHotels Arena، پاریس Attendance: ۸٬۴۴۴ |
| ۲۰ ژانویه ۲۰۱۷ ۲۰:۴۵ | ۲×               | گزارش   | ۴×       | AccorHotels Arena، پاریس Attendance: ۸٬۴۴۴ |

## جام رؤسا

### تیم‌های ششم گروه‌ها
|  | نیمه‌نهایی ۲۱ تا ۲۴ | نیمه‌نهایی ۲۱ تا ۲۴ |    |           | رتبه ۲۱   | رتبه ۲۱ |  |
|  |                    |                    |    |           |           |         |  |
|  | ۲۱ ژانویه          |                    |    |           |           |         |  |
|  | ژاپن               | ۳۷                 |    |           |           |         |  |
|  | آنگولا             | ۲۶                 |    |           |           |         |  |
|  |                    |                    |    |           |           |         |  |
|  |                    |                    |    |           | ۲۳ ژانویه |         |  |
|  |                    |                    |    |           | ژاپن      | ۲۹      |  |
|  |                    | شیلی               | ۳۵ |           |           |         |  |
|  |                    |                    |    |           |           |         |  |
|  |                    |                    |    |           |           |         |  |
|  |                    |                    |    |           | رتبه ۲۳   |         |  |
|  | ۲۲ ژانویه          | ۲۲ ژانویه          |    | ۲۳ ژانویه | ۲۳ ژانویه |         |  |
|  | شیلی               | ۳۵                 |    | آنگولا    | ۲۶        |         |  |
|  | بحرین              | ۳۰                 |    |           | بحرین     | ۳۲      |  |

### تیم‌های پنجم گروه‌ها
|  | نیمه‌نهایی ۱۷ تا ۲۰ | نیمه‌نهایی ۱۷ تا ۲۰ |    |           | رتبه ۱۷       | رتبه ۱۷ |  |
|  |                    |                    |    |           |               |         |  |
|  | ۲۱ ژانویه          |                    |    |           |               |         |  |
|  | لهستان             | ۲۸                 |    |           |               |         |  |
|  | تونس               | ۲۶                 |    |           |               |         |  |
|  |                    |                    |    |           |               |         |  |
|  |                    |                    |    |           | ۲۳ ژانویه     |         |  |
|  |                    |                    |    |           | لهستان        | ۲۴      |  |
|  |                    | آرژانتین           | ۲۲ |           |               |         |  |
|  |                    |                    |    |           |               |         |  |
|  |                    |                    |    |           |               |         |  |
|  |                    |                    |    |           | رتبه ۱۹       |         |  |
|  | ۲۲ ژانویه          | ۲۲ ژانویه          |    | ۲۳ ژانویه | ۲۳ ژانویه     |         |  |
|  | عربستان سعودی      | ۲۲                 |    | تونس      | ۳۹            |         |  |
|  | آرژانتین           | ۲۴                 |    |           | عربستان سعودی | ۳۰      |  |

## مرحلهٔ حذفی
|  | یک هشتم نهایی | یک هشتم نهایی |           |    | یک چهارم نهایی | یک چهارم نهایی |           |           | نیمه نهایی | نیمه نهایی |  |  | فینال | فینال |
|  |               |               |           |    |                |                |           |           |            |            |  |  |       |       |
|  | ۲۱ ژانویه     |               |           |    |                |                |           |           |            |            |  |  |       |       |
|  |               |               |           |    |                |                |           |           |            |            |  |  |       |       |
|  | فرانسه        | ۳۱            |           |    |                |                |           |           |            |            |  |  |       |       |
|  | فرانسه        | ۳۱            | ۲۴ ژانویه |    |                |                |           |           |            |            |  |  |       |       |
|  | ایسلند        | ۲۵            |           |    |                |                |           |           |            |            |  |  |       |       |
|  | ایسلند        | ۲۵            | فرانسه    | ۳۳ |                |                |           |           |            |            |  |  |       |       |
|  | ۲۲ ژانویه     |               | فرانسه    | ۳۳ |                |                |           |           |            |            |  |  |       |       |
|  |               | سوئد          | ۳۰        |    |                |                |           |           |            |            |  |  |       |       |
|  | بلاروس        | سوئد          | ۳۰        | ۲۲ |                |                |           |           |            |            |  |  |       |       |
|  | بلاروس        |               | ۲۷ ژانویه | ۲۲ |                |                |           |           |            |            |  |  |       |       |
|  | سوئد          | ۴۱            |           |    |                |                |           |           |            |            |  |  |       |       |
|  | سوئد          | ۴۱            | فرانسه    | ۳۱ |                |                |           |           |            |            |  |  |       |       |
|  | ۲۱ ژانویه     |               | فرانسه    | ۳۱ |                |                |           |           |            |            |  |  |       |       |
|  |               | اسلوونی       | ۲۵        |    |                |                |           |           |            |            |  |  |       |       |
|  | روسیه         | اسلوونی       | ۲۵        | ۲۶ |                |                |           |           |            |            |  |  |       |       |
|  | روسیه         | ۲۴ ژانویه     |           | ۲۶ |                |                |           |           |            |            |  |  |       |       |
|  | اسلوونی       | ۳۲            |           |    |                |                |           |           |            |            |  |  |       |       |
|  | اسلوونی       | ۳۲            | اسلوونی   | ۳۲ |                |                |           |           |            |            |  |  |       |       |
|  | ۲۲ ژانویه     |               | اسلوونی   | ۳۲ |                |                |           |           |            |            |  |  |       |       |
|  |               | قطر           | ۳۰        |    |                |                |           |           |            |            |  |  |       |       |
|  | آلمان         | قطر           | ۳۰        | ۲۰ |                |                |           |           |            |            |  |  |       |       |
|  | آلمان         |               | ۲۹ ژانویه | ۲۰ |                |                |           |           |            |            |  |  |       |       |
|  | قطر           | ۲۱            |           |    |                |                |           |           |            |            |  |  |       |       |
|  | قطر           | ۲۱            | فرانسه    | ۳۳ |                |                |           |           |            |            |  |  |       |       |
|  | ۲۱ ژانویه     |               | فرانسه    | ۳۳ |                |                |           |           |            |            |  |  |       |       |
|  |               | نروژ          | ۲۶        |    |                |                |           |           |            |            |  |  |       |       |
|  | برزیل         | نروژ          | ۲۶        | ۲۷ |                |                |           |           |            |            |  |  |       |       |
|  | برزیل         | ۲۴ ژانویه     |           | ۲۷ |                |                |           |           |            |            |  |  |       |       |
|  | اسپانیا       | ۲۸            |           |    |                |                |           |           |            |            |  |  |       |       |
|  | اسپانیا       | ۲۸            | اسپانیا   | ۲۹ |                |                |           |           |            |            |  |  |       |       |
|  | ۲۲ ژانویه     |               | اسپانیا   | ۲۹ |                |                |           |           |            |            |  |  |       |       |
|  |               | کرواسی        | ۳۰        |    |                |                |           |           |            |            |  |  |       |       |
|  | کرواسی        | کرواسی        | ۳۰        | ۲۱ |                |                |           |           |            |            |  |  |       |       |
|  | کرواسی        |               | ۲۶ ژانویه | ۲۱ |                |                |           |           |            |            |  |  |       |       |
|  | مصر           | ۱۹            |           |    |                |                |           |           |            |            |  |  |       |       |
|  | مصر           | ۱۹            | کرواسی    | ۲۵ |                |                |           |           |            |            |  |  |       |       |
|  | ۲۱ ژانویه     |               | کرواسی    | ۲۵ |                |                |           |           |            |            |  |  |       |       |
|  |               | نروژ (و.ا.)   | ۲۸        |    | رده‌بندی        | رده‌بندی        |           |           |            |            |  |  |       |       |
|  | نروژ          | نروژ (و.ا.)   | ۲۸        | ۳۴ | رده‌بندی        | رده‌بندی        |           |           |            |            |  |  |       |       |
|  | نروژ          | ۲۴ ژانویه     | ۲۴ ژانویه | ۳۴ |                |                | ۲۸ ژانویه | ۲۸ ژانویه |            |            |  |  |       |       |
|  | مقدونیه شمالی | ۲۴ ژانویه     | ۲۴ ژانویه | ۲۴ |                |                | ۲۸ ژانویه | ۲۸ ژانویه |            |            |  |  |       |       |
|  | مقدونیه شمالی | نروژ          | ۳۱        | ۲۴ | اسلوونی        | ۳۱             |           |           |            |            |  |  |       |       |
|  | ۲۲ ژانویه     | نروژ          | ۳۱        |    | اسلوونی        | ۳۱             |           |           |            |            |  |  |       |       |
|  |               | مجارستان      | ۲۸        |    | کرواسی         | ۳۰             |           |           |            |            |  |  |       |       |
|  | مجارستان      | مجارستان      | ۲۸        | ۲۷ | کرواسی         | ۳۰             |           |           |            |            |  |  |       |       |
|  | مجارستان      |               |           | ۲۷ |                |                |           |           |            |            |  |  |       |       |
|  | دانمارک       | ۲۵            |           |    |                |                |           |           |            |            |  |  |       |       |
|  | دانمارک       | ۲۵            |           |    |                |                |           |           |            |            |  |  |       |       |

### یک‌هشتم نهایی
| ۲۱ ژانویه ۲۰۱۷ ۱۶:۰۰ | نروژ            | ۳۴–۲۴   | مقدونیه شمالی | La halle de glace Olympique، آلبرت‌ویل Attendance: ۶٬۵۴۰ |
| ۲۱ ژانویه ۲۰۱۷ ۱۶:۰۰ | یوندال، تانگن ۶ | (۱۲–۱۰) | لازاروف ۶     | La halle de glace Olympique، آلبرت‌ویل Attendance: ۶٬۵۴۰ |
| ۲۱ ژانویه ۲۰۱۷ ۱۶:۰۰ | ۲×              | گزارش   | ۴× ۲×         | La halle de glace Olympique، آلبرت‌ویل Attendance: ۶٬۵۴۰ |

| ۲۱ ژانویه ۲۰۱۷ ۱۸:۰۰ | فرانسه | ۳۱–۲۵   | ایسلند    | ورزشگاه پیر مائوروی، لیل Attendance: ۲۸٬۰۱۰ |
| ۲۱ ژانویه ۲۰۱۷ ۱۸:۰۰ | گیگو ۶ | (۱۴–۱۳) | کاراسون ۷ | ورزشگاه پیر مائوروی، لیل Attendance: ۲۸٬۰۱۰ |
| ۲۱ ژانویه ۲۰۱۷ ۱۸:۰۰ | ۲× ۱×  | گزارش   | ۴× ۳×     | ورزشگاه پیر مائوروی، لیل Attendance: ۲۸٬۰۱۰ |

| ۲۱ ژانویه ۲۰۱۷ ۲۰:۴۵ | برزیل   | ۲۷–۲۸   | اسپانیا             | Park&Suites Arena، مون‌پلیه Attendance: ۶٬۹۲۳ |
| ۲۱ ژانویه ۲۰۱۷ ۲۰:۴۵ | سیلوا ۷ | (۱۸–۱۶) | کانییاس، دویشبائف ۵ | Park&Suites Arena، مون‌پلیه Attendance: ۶٬۹۲۳ |
| ۲۱ ژانویه ۲۰۱۷ ۲۰:۴۵ | ۵× ۲×   | گزارش   | ۴× ۲×               | Park&Suites Arena، مون‌پلیه Attendance: ۶٬۹۲۳ |

| ۲۱ ژانویه ۲۰۱۷ ۲۰:۴۵ | روسیه           | ۲۶–۳۲   | اسلوونی   | AccorHotels Arena، پاریس Attendance: ۸٬۳۲۴ |
| ۲۱ ژانویه ۲۰۱۷ ۲۰:۴۵ | درون، شیشکارف ۵ | (۱۵–۱۳) | سینگسار ۶ | AccorHotels Arena، پاریس Attendance: ۸٬۳۲۴ |
| ۲۱ ژانویه ۲۰۱۷ ۲۰:۴۵ | ۷× ۳× ۱×        | گزارش   | ۲× ۳×     | AccorHotels Arena، پاریس Attendance: ۸٬۳۲۴ |

| ۲۲ ژانویه ۲۰۱۷ ۱۶:۰۰ | مجارستان | ۲۷–۲۵   | دانمارک | La halle de glace Olympique، آلبرت‌ویل Attendance: ۶٬۵۴۰ |
| ۲۲ ژانویه ۲۰۱۷ ۱۶:۰۰ | لکای ۶   | (۱۳–۱۲) | هانسن ۸ | La halle de glace Olympique، آلبرت‌ویل Attendance: ۶٬۵۴۰ |
| ۲۲ ژانویه ۲۰۱۷ ۱۶:۰۰ | ۳×       | گزارش   | ۱× ۲×   | La halle de glace Olympique، آلبرت‌ویل Attendance: ۶٬۵۴۰ |

| ۲۲ ژانویه ۲۰۱۷ ۱۶:۰۰ | بلاروس   | ۲۲–۴۱   | سوئد         | ورزشگاه پیر مائوروی، لیل Attendance: ۱۶٬۱۸۸ |
| ۲۲ ژانویه ۲۰۱۷ ۱۶:۰۰ | کارالک ۷ | (۱۱–۲۴) | گوتفریدسون ۸ | ورزشگاه پیر مائوروی، لیل Attendance: ۱۶٬۱۸۸ |
| ۲۲ ژانویه ۲۰۱۷ ۱۶:۰۰ | ۴× ۲×    | گزارش   | ۳× ۱×        | ورزشگاه پیر مائوروی، لیل Attendance: ۱۶٬۱۸۸ |

| ۲۲ ژانویه ۲۰۱۷ ۱۸:۰۰ | آلمان               | ۲۰–۲۱  | قطر      | AccorHotels Arena، پاریس Attendance: ۱۰٬۲۰۹ |
| ۲۲ ژانویه ۲۰۱۷ ۱۸:۰۰ | گلاندورف، گروتزکی ۴ | (۱۰–۹) | کاپوته ۹ | AccorHotels Arena، پاریس Attendance: ۱۰٬۲۰۹ |
| ۲۲ ژانویه ۲۰۱۷ ۱۸:۰۰ | ۵× ۴× ۱×            | گزارش  | ۴× ۳×    | AccorHotels Arena، پاریس Attendance: ۱۰٬۲۰۹ |

| ۲۲ ژانویه ۲۰۱۷ ۲۰:۴۵ | کرواسی   | ۲۱–۱۹  | مصر      | Park&Suites Arena، مون‌پلیه Attendance: ۶٬۲۶۶ |
| ۲۲ ژانویه ۲۰۱۷ ۲۰:۴۵ | هوروات ۶ | (۱۳–۷) | الاحمر ۵ | Park&Suites Arena، مون‌پلیه Attendance: ۶٬۲۶۶ |
| ۲۲ ژانویه ۲۰۱۷ ۲۰:۴۵ | ۳×       | گزارش  | ۴×       | Park&Suites Arena، مون‌پلیه Attendance: ۶٬۲۶۶ |

### یک‌چهارم نهایی
| ۲۴ ژانویه ۲۰۱۷ ۱۷:۰۰ | نروژ       | ۳۱–۲۸   | مجارستان | La halle de glace Olympique، آلبرت‌ویل Attendance: ۶٬۵۴۰ |
| ۲۴ ژانویه ۲۰۱۷ ۱۷:۰۰ | لی هانسن ۶ | (۱۷–۱۰) | چاسار ۱۱ | La halle de glace Olympique، آلبرت‌ویل Attendance: ۶٬۵۴۰ |
| ۲۴ ژانویه ۲۰۱۷ ۱۷:۰۰ | ۷× ۲×      | گزارش   | ۳×       | La halle de glace Olympique، آلبرت‌ویل Attendance: ۶٬۵۴۰ |

| ۲۴ ژانویه ۲۰۱۷ ۱۹:۰۰ | فرانسه | ۳۳–۳۰   | سوئد         | ورزشگاه پیر مائوروی، لیل Attendance: ۲۸٬۰۱۰ |
| ۲۴ ژانویه ۲۰۱۷ ۱۹:۰۰ | مائه ۹ | (۱۵–۱۶) | گوتفریدسون ۷ | ورزشگاه پیر مائوروی، لیل Attendance: ۲۸٬۰۱۰ |
| ۲۴ ژانویه ۲۰۱۷ ۱۹:۰۰ | ۵× ۳×  | گزارش   | ۶× ۳×        | ورزشگاه پیر مائوروی، لیل Attendance: ۲۸٬۰۱۰ |

| ۲۴ ژانویه ۲۰۱۷ ۲۰:۴۵ | اسلوونی  | ۳۲–۳۰   | قطر    | AccorHotels Arena، پاریس Attendance: ۶٬۵۷۳ |
| ۲۴ ژانویه ۲۰۱۷ ۲۰:۴۵ | مارگوچ ۶ | (۱۸–۱۵) | روان ۸ | AccorHotels Arena، پاریس Attendance: ۶٬۵۷۳ |
| ۲۴ ژانویه ۲۰۱۷ ۲۰:۴۵ | ۳× ۱×    | گزارش   | ۴× ۱×  | AccorHotels Arena، پاریس Attendance: ۶٬۵۷۳ |

| ۲۴ ژانویه ۲۰۱۷ ۲۰:۴۵ | اسپانیا   | ۲۹–۳۰   | کرواسی  | Park&Suites Arena، مون‌پلیه Attendance: ۶٬۷۴۹ |
| ۲۴ ژانویه ۲۰۱۷ ۲۰:۴۵ | فرناندز ۷ | (۱۵–۱۷) | مامیچ ۹ | Park&Suites Arena، مون‌پلیه Attendance: ۶٬۷۴۹ |
| ۲۴ ژانویه ۲۰۱۷ ۲۰:۴۵ | ۱× ۴×     | گزارش   | ۴× ۲×   | Park&Suites Arena، مون‌پلیه Attendance: ۶٬۷۴۹ |

### نیمه‌نهایی
| ۲۶ ژانویه ۲۰۱۷ ۲۱:۰۰ | فرانسه  | ۳۱–۲۵   | اسلوونی | AccorHotels Arena، پاریس Attendance: ۱۵٬۶۰۹ |
| ۲۶ ژانویه ۲۰۱۷ ۲۱:۰۰ | رمیلی ۶ | (۱۵–۱۲) | دولنچ ۵ | AccorHotels Arena، پاریس Attendance: ۱۵٬۶۰۹ |
| ۲۶ ژانویه ۲۰۱۷ ۲۱:۰۰ | ۳× ۲×   | گزارش   | ۲× ۳×   | AccorHotels Arena، پاریس Attendance: ۱۵٬۶۰۹ |

| ۲۷ ژانویه ۲۰۱۷ ۲۰:۴۵ | کرواسی                 | ۲۵–۲۸ (و.ا.) | نروژ    | AccorHotels Arena، پاریس Attendance: ۱۰٬۳۲۴ |
| ۲۷ ژانویه ۲۰۱۷ ۲۰:۴۵ | هوروات ۶               | (۱۰–۱۲)      | میرول ۶ | AccorHotels Arena، پاریس Attendance: ۱۰٬۳۲۴ |
| ۲۷ ژانویه ۲۰۱۷ ۲۰:۴۵ | ۶× ۴× ۱×               | گزارش        | ۴× ۳×   | AccorHotels Arena، پاریس Attendance: ۱۰٬۳۲۴ |
| ۲۷ ژانویه ۲۰۱۷ ۲۰:۴۵ | ن.دوم: ۲۲–۲۲ و.ا.: ۳–۶ |              |         | AccorHotels Arena، پاریس Attendance: ۱۰٬۳۲۴ |

### مکان سوم
| ۲۸ ژانویه ۲۰۱۷ ۲۰:۴۵ | اسلوونی     | ۳۱–۳۰   | کرواسی    | AccorHotels Arena، پاریس Attendance: ۸٬۶۲۵ |
| ۲۸ ژانویه ۲۰۱۷ ۲۰:۴۵ | سه بازیکن ۴ | (۱۳–۱۸) | سیندریچ ۷ | AccorHotels Arena، پاریس Attendance: ۸٬۶۲۵ |
| ۲۸ ژانویه ۲۰۱۷ ۲۰:۴۵ | ۲× ۴×       | گزارش   | ۳× ۲×     | AccorHotels Arena، پاریس Attendance: ۸٬۶۲۵ |

### بازی پایانی
| ۲۹ ژانویه ۲۰۱۷ ۱۷:۳۰ | فرانسه      | ۳۳–۲۶   | نروژ    | AccorHotels Arena، پاریس Attendance: ۱۵٬۶۰۹ |
| ۲۹ ژانویه ۲۰۱۷ ۱۷:۳۰ | کاراباتیچ ۶ | (۱۸–۱۷) | تونسن ۷ | AccorHotels Arena، پاریس Attendance: ۱۵٬۶۰۹ |
| ۲۹ ژانویه ۲۰۱۷ ۱۷:۳۰ | ۱× ۲×       | گزارش   | ۲× ۴×   | AccorHotels Arena، پاریس Attendance: ۱۵٬۶۰۹ |

## رده‌بندی نهایی
رده‌بندی تیم‌های پنجم تا شانزدهم بر پایه نتیجه مسابقات آن‌ها در برابر تیم‌های یکم تا چهارم گروه خود در مرحلهٔ مقدماتی انجام شد.
| رتبه | تیم           |
| ---- | ------------- |
|      | فرانسه        |
|      | نروژ          |
|      | اسلوونی       |
| ۴    | کرواسی        |
| ۵    | اسپانیا       |
| ۶    | سوئد          |
| ۷    | مجارستان      |
| ۸    | قطر           |
| ۹    | آلمان         |
| ۱۰   | دانمارک       |
| ۱۱   | بلاروس        |
| ۱۲   | روسیه         |
| ۱۳   | مصر           |
| ۱۴   | ایسلند        |
| ۱۵   | مقدونیه شمالی |
| ۱۶   | برزیل         |
| ۱۷   | لهستان        |
| ۱۸   | آرژانتین      |
| ۱۹   | تونس          |
| ۲۰   | عربستان سعودی |
| ۲۱   | شیلی          |
| ۲۲   | ژاپن          |
| ۲۳   | بحرین         |
| ۲۴   | آنگولا        |